# معادلة لين-إمدن

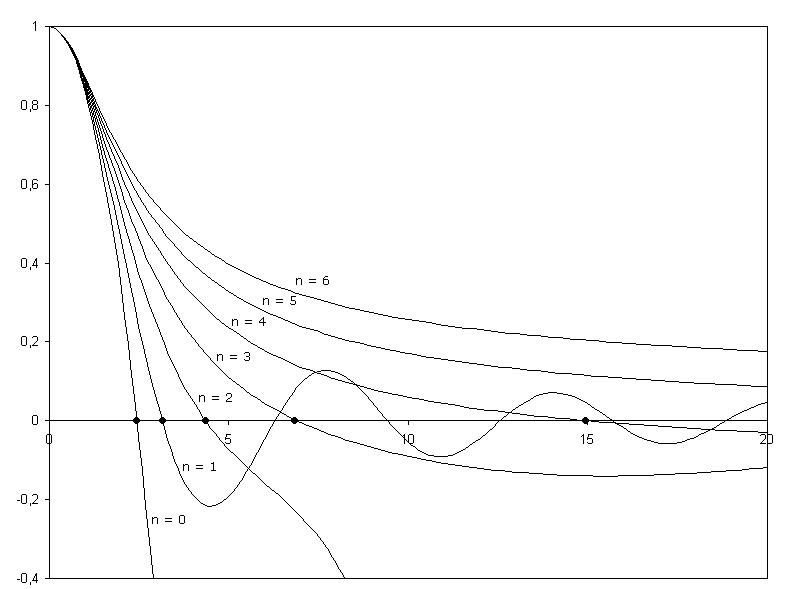

تعتبر معادلة لين-إمدن في علوم الفيزياء الفلكية شكلاً غير بعدي لمعادلة بواسون، تشرح المعادلة الجهد الثقالي لسائل نيوتوني ذاتي الجذب كروي متناسق في عملية الإجراء العام. سميت المعادلة على اسم عالما الفيزياء الفلكية جوناثان هومر لين وروبرت إمدن. تنص المعادلة على:
{\displaystyle {\frac {1}{\xi ^{2}}}{\frac {d}{d\xi }}\left({\xi ^{2}{\frac {d\theta }{d\xi }}}\right)+\theta ^{n}=0,}
حيث {\displaystyle \xi } هو دائرة غير بعدية، و {\displaystyle \theta } يتعلق بالكثافة وبالتالي الضغط من خلال {\displaystyle \rho =\rho _{c}\theta ^{n}}
وتمثل Pc الكثافة المركزية. المعامل n هو معامل عملية الإجراء العام الذي يظهر في معادلة الاجراء العام:
{\displaystyle P=K\rho ^{1+{\frac {1}{n}}}\,}
حيث P و p هما الضغط والكثافة على التوالي، وK ثابت تناسب. الشروط الحدودية هي معادلة، وبالتالي تصف حلول هذه المعادلات حالة الضغط والكثافة بنصف القطر وتعرف باسم الإجراء العام للعامل n. إذا تم استخدام السائل متساوي الحرارة (حيث يتجه مؤشر الإجراء العام إلى اللا نهاية) بدلا من سائل الإجراء العام سنحصل على معادلة إمدن - شاندرسيكر.

## تطبيقات
يربط التوازن الهيدروستاتيكي من وجهة النظر الفيزيائية تدرج الجهد والكثافة وتدرج الضغط بينما تربط معادلة بواسون الجهد بالكثافة. وبالتالي إذا كان لدينا معادلة أخرى تشرح كيف يختلف الضغط والكثافة بالنسبة لبعضهما البعض فيمكننا الوصول إلى حل. إن اختيار غاز الإجراء العام كما هو مذكور أعلاه يجعل الحل الرياضي للمشكلة مختصراً ويؤدي إلى ظهور معادلة لين - إمدن. المعادلة هي تقريب مفيد لكرات البلازما ذات الجاذبية الذاتية مثل النجوم، لكنها عادةً افتراض محدود التطبيق.

## استنتاجات

### من التوازن الهيدروستاتيكي
بافتراض وجود سائل غير متناسق كرويًا في حالة توازن هيدروستاتيكي. ومن خلال حفظ الكتلة تكون معادلة الاستمرارية:
{\displaystyle {\frac {dm}{dr}}=4\pi r^{2}\rho }
حيث رمز هي تابع لـ r.
معادلة التوازن الهيدروستاتيكي:
{\displaystyle {\frac {1}{\rho }}{\frac {dP}{dr}}=-{\frac {Gm}{r^{2}}}}
حيث m أيضًا تابع لـ r. ينتج من خلال الاشتقاق:
{\displaystyle {\begin{aligned}{\frac {d}{dr}}\left({\frac {1}{\rho }}{\frac {dP}{dr}}\right)&={\frac {2Gm}{r^{3}}}-{\frac {G}{r^{2}}}{\frac {dm}{dr}}\\&=-{\frac {2}{\rho r}}{\frac {dP}{dr}}-4\pi G\rho \end{aligned}}}
حيث تم استخدام معادلة الاستمرارية لتحل محل التدرج الشامل. بضرب كلا الطرفين بـ r^2 وجمع أمثال P على اليسار، يمكن لنا أن نكتب:
{\displaystyle r^{2}{\frac {d}{dr}}\left({\frac {1}{\rho }}{\frac {dP}{dr}}\right)+{\frac {2r}{\rho }}{\frac {dP}{dr}}={\frac {d}{dr}}\left({\frac {r^{2}}{\rho }}{\frac {dP}{dr}}\right)=-4\pi Gr^{2}\rho }
يؤدي تقسيم كلا الجانبين على r^2 إلى الحصول على الشكل البعدي للمعادلة المطلوبة. وإذا قمنا بعد ذلك باستبدال معادلة حالة الإجراء العام بـ
{\displaystyle {\frac {1}{r^{2}}}{\frac {d}{dr}}\left(r^{2}K\rho _{c}^{\frac {1}{n}}(n+1){\frac {d\theta }{dr}}\right)=-4\pi G\rho _{c}\theta ^{n}}
سنحصل على
{\displaystyle \alpha ^{2}=(n+1)K\rho _{c}^{{\frac {1}{n}}-1}/4\pi G,}
ونحصل على معادلة لين - إمدن:
{\displaystyle {\frac {1}{\xi ^{2}}}{\frac {d}{d\xi }}\left({\xi ^{2}{\frac {d\theta }{d\xi }}}\right)+\theta ^{n}=0}

### من معادلة بواسون
يمكننا البدء بمعادلة بواسون:
{\displaystyle \nabla ^{2}\Phi ={\frac {1}{r^{2}}}{\frac {d}{dr}}\left(r^{2}{\frac {d\Phi }{dr}}\right)=4\pi G\rho }
يمكن للمرء أن يحل محل تدرج الجهد باستخدام التوازن الهيدروستاتيكي من خلال
{\displaystyle {\frac {d\Phi }{dr}}=-{\frac {1}{\rho }}{\frac {dP}{dr}}}
الذي ينتج عنه مرة أخرى الشكل البعدي لمعادلة لين إمدن.

## حلول رقمية
تم بشكل عام إيجاد الحلول من خلال التكامل العددي. تتطلب العديد من الطرق القياسية صياغة المسألة كنظام من المعادلات التفاضلية من الدرجة الأولى. مثلا:
{\displaystyle \rho =\rho _{c}\theta _{n}^{n}}.
يمثل رمز هنا الكتلة غير البعدية التي عرف من خلال معادلة. الشروط الأولية المتعلقة بها هي معادلة و معادلة. تمثل المعادلة الأولى التوازن الهيدروستاتيكي وتمثل المعادلة الثانية ثبات الكتلة.